# Jim Cherry
James Paul (Jim) Cherry III (Simi Valley, 2 augustus 1971 - 7 juli 2002) was een Amerikaanse muzikant afkomstig uit Simi Valley (Californië). Cherry speelde in diverse punkbands en stond bekend als een van de vijf oorspronkelijke leden van Strung Out (basgitaar). Hij was tevens lid van Pulley (gitaar) en Zero Down (zang en basgitaar). Hij heeft ook gewerkt als producent.

## Biografie
Cherry werd geboren als James Paul Cherry III in het Californische Simi Valley. In 1989 richtte hij samen met Jason Cruz, Jake Kiley, Rob Ramos en Adam Austin de band Strung Out op, waarin hij basgitaar speelde. Ook was hij onderdeel van de oorspronkelijke formatie van Pulley als gitarist.
Cherry verliet Strung Out in 1999, na drie studioalbums met de band opgenomen te hebben. Kort na zijn vertrek richtte hij de punkband Zero Down op. In deze band speelde hij basgitaar en nam hij voor het eerst de rol van zanger aan. Nadat het debuutalbum With a Lifetime to Pay was uitgegeven in 2001, stierf Cherry op 7 juli 2002 op 30-jarige leeftijd. Zero Down werd hierna opgeheven. Pulley had hij voor zijn dood al verlaten. Aanvankelijk werd aangenomen dat Cherry was overleden door een overdosis aan drugs, maar later werd bekend gemaakt dat hij nuchter was geweest en was overleden aan een aangeboren hartaandoening.
Er kwamen veel reacties van de Amerikaanse punkscene op de dood van Cherry. Het nummer "Swan Song" van het album Exile in Oblivion (2004) van Strung Out wordt opgedragen aan Cherry, evenals het album Matters (2004) en het nummer "Thanks", beiden werken van Pulley. Cherry wordt ook genoemd in het nummer "Doornails" van het album Wolves in Wolves' Clothing (2006) van NOFX.

## Discografie
In deze lijst worden alleen "volledige" albums genoemd waar Cherry een grote bijdrage aan heeft geleverd. Dit zijn met name studioalbums, verzamelalbums en livealbums.
| Jaar | Titel                                  | Label            | Met        |
| ---- | -------------------------------------- | ---------------- | ---------- |
| 1994 | Another Day in Paradise                | Fat Wreck Chords | Strung Out |
| 1996 | Esteem Driven Engine                   | Epitaph Records  | Pulley     |
| 1996 | Suburban Teenage Wasteland Blues       | Fat Wreck Chords | Strung Out |
| 1997 | 60 Cycle Hum                           | Epitaph Records  | Pulley     |
| 1998 | Twisted by Design                      | Fat Wreck Chords | Strung Out |
| 1998 | The Skinny Years... Before We Got Fat  | Fat Wreck Chords | Strung Out |
| 1999 | @#!*                                   | Epitaph Records  | Pulley     |
| 2001 | With a Lifetime to Pay                 | Fat Wreck Chords | Zero Down  |
| 2011 | Top Contenders: The Best of Strung Out | Fat Wreck Chords | Strung Out |